# سو وليامز
سو وليامز (بالإنجليزية: Sue Williams)‏ هي رسامة أمريكية، ولدت في 1954 في شيكاغو في الولايات المتحدة.